# Meyna
Meyna là một chi thực vật có hoa trong họ Thiến thảo (Rubiaceae).

## Loài
Chi Meyna gồm các loài: